# Ruda Łańcucka
Ruda Łańcucka (do roku 1867 Ruda) – wieś w Polsce, położona w województwie podkarpackim, w powiecie leżajskim, w gminie Nowa Sarzyna.
W latach 1939–1954 oraz w 1973 roku miejscowość była siedzibą gminy Ruda Łańcucka. W latach 1975–1998 miejscowość administracyjnie należała do województwa rzeszowskiego.
Przez miejscowość przepływa Trzebośnica, niewielka rzeka dorzecza Wisły, dopływ Sanu.

## Integralne części wsi
| SIMC    | Nazwa     | Rodzaj    |
| ------- | --------- | --------- |
| 0657600 | Za Mostem | część wsi |

## Ludzie związani z Rudą Łańcucką
- Stanisław Tołpa - profesor botaniki, twórca preparatu torfowego urodził się w Rudzie Łańcuckiej